# Joseph Louis Proust
Joseph Louis Proust (n. 26 septembrie 1754, Angers, Franța – d. 5 iulie 1826) a fost un chimist francez. Este cunoscut pentru introducerea legii proporțiilor definite în 1794.